# Todtenfeier (Herzogenberg)
Die Todtenfeier op. 80 ist ein über die Jahreswende 1892/1893 komponiertes Oratorium für Soli, Chor und Orchester von Heinrich von Herzogenberg.

## Entstehung
Nach dem Tod seiner 44-jährigen Gattin Elisabeth von Herzogenberg am 7. Januar 1892 nahm sich Heinrich von Herzogenberg vor, zum Abschluss des Trauerjahres ein Werk zu vollenden, das seiner persönlichen Betroffenheit und dem Andenken an den geliebten Menschen besonderen Ausdruck verleiht. Er wählte dafür deutschsprachige Bibeltexte und Choralstrophen mit Bezug auf die bei der Bestattung gesprochenen Worte aus. Auf die Komposition und Orchestrierung verwendete er 18 Tage intensiver Arbeit, die minutiös geplant war, um genau am ersten Todestag zum Abschluss zu kommen.

## Werkbeschreibung
Das Werk gliedert sich in neun Teile. Teil 1–4 gehen nahtlos ineinander über und zeichnen den Weg vom schmerzlichen Aufschrei des Chores im einleitenden Trauermarsch über die Verzweiflung und Depression einer ausdrucksstarken Bassarie hin zur Annahme der Zuversicht spendenden Gottesworte. Diese setzen in Nr. 3 zunächst im gedämpften Klang einer von leisen Orgelklängen begleiteten Knaben-Altstimme ein mit „Was ich tue, spricht der Herr, das weißt du jetzt nicht, du wirst es aber hernach erfahren“. Dies wird im Wechselgesang einer von den Chorbässen angestimmten Choralstrophe weitergeführt, bis sich in die Schlusskadenz hinein die Sopranstimme zu dem Text „ich bin die Auferstehung und das Leben“ mit strahlendem Glanz erhebt. Es folgt der freudige Chor: „Wer an mich glaubt, der wird leben, ob er gleich stürbe“, der am Ende durch die Wiederholung des Sopransolos bekräftigt wird.
Trost und Zuversicht kommen dann in den weiteren Sätzen des Werks zum Ausdruck. Nr. 5 überwindet als Rezitativ und Arie für den Bass den Schmerz und führt zu dem beglückenden Soloquartett Nr. 6 „Ich hab' dich eine kleine Zeit, o liebes Kind, verlassen“. Dem leichten Gewebe der Solostimmen ist hier die Choralmelodie als Bläserklang hinzugefügt. Der Chorsatz Nr. 7 lässt die Erlösten entsprechend dem Text träumen und in der Fuge des Mittelteils freudig lachen. Die Sopranarie Nr. 8 „Wie lieblich sind deine Wohnungen“ lässt die Stimme über einer kammermusikalischen Begleitung strahlen und schöne Melodiebögen zur Entfaltung bringen. In Nr. 9 leitet ein energisches Bass-Solo „Der Herr hat's gegeben, der Herr hat's genommen, der Name des Herrn sei gelobet!“ zum triumphalen Schlusschor über.
Der Stil des Werks verleugnet nicht, dass er Wurzeln in der Musik von Johann Sebastian Bach hat und dass auch Johannes Brahms als Vorbild präsent ist. Dennoch ist das Werk musikalisch wie auch durch die stimmige Dramaturgie und die zum Ausdruck gebrachte persönliche Erfahrung einzigartig. Die Wahl der überwiegend verwendeten Tonarten ist symbolisch: die Grundtonarten h-moll und H-Dur stehen für die Initialen des Komponisten, E-Dur für den Vornamen seiner Frau Elisabeth.

## Einspielung
- Heinrich von Herzogenberg, Totenfeier op. 80, Requiem op. 72. Franziska Bobe, Barbara Braeckelmann, Maximilian Argmann, Jens Hamann, Monteverdichor Wuerzburg, Thueringen Philharmonie Gotha, Matthias Beckert (Dir), erschienen am 13. Juni 2014 bei CPO.